# Coupe des champions de la CONCACAF 1980
Navigation
Édition précédente Édition suivante
La Coupe des champions de la CONCACAF 1980 était la seizième édition de cette compétition.
La phase finale s'est disputée à Tegucigalpa et a été remportée par le Pumas UNAM devant le Pumas UNAH.

## Participants
Un total de 16 équipes provenant d'un maximum de 10 nations pouvaient participer au tournoi. Elles appartenaient aux zones Amérique du Nord, Amérique Centrale et Caraïbes de la CONCACAF.
Le tableau des clubs qualifiés était le suivant :
| Nation                 | Club                      | Raison de qualification                          |
| Zone Amérique du Nord  |                           |                                                  |
| Deuxième tour          |                           |                                                  |
| Mexique                | CD Cruz Azul              | Champion du Mexique 1978-79.                     |
| Mexique                | Pumas UNAM                | Second du championnat du Mexique 1978-79.        |
| États-Unis             | Sacramento Gold (en)      | Champion ASL 1979.                               |
| Premier tour           |                           |                                                  |
| États-Unis             | Brooklyn Dodgers (en)     | Vainqueur de la National Challenge Cup 1979.     |
| Bermudes               | Hotel International FC    | Champion des Bermudes 1979-80.                   |
| Zone Amérique Centrale |                           |                                                  |
| Deuxième tour          |                           |                                                  |
| Salvador               | CD Santiagueño            | Champion du Salvador 1979.                       |
| Premier tour           |                           |                                                  |
| Guatemala              | CSD Comunicaciones        | Champion du Guatemala 1979.                      |
| Guatemala              | Cobán Imperial            | Second du championnat du Guatemala 1979.         |
| Honduras               | CD Marathón               | Champion du Honduras 1979.                       |
| Honduras               | Pumas UNAH                | Second du championnat du Honduras 1979.          |
| Salvador               | CD Águila                 | Second du championnat du Salvador 1979.          |
| Costa Rica             | CS Herediano              | Champion du Costa Rica 1978-79.                  |
| Zone Caraïbes          |                           |                                                  |
| Deuxième Tour          |                           |                                                  |
| Antilles néerlandaises | CRKSV Jong Colombia       | Champion des Antilles néerlandaises 1979-80      |
| Trinité-et-Tobago      | Defence Force             | Second du championnat de Trinité-et-Tobago 1979. |
| Premier Tour           |                           |                                                  |
| Antilles néerlandaises | Sport Unie Brion Trappers | Vice-champion des Antilles néerlandaises 1979-80 |
| Trinité-et-Tobago      | Police FC                 | Champion de Trinité-et-Tobago 1979.              |
| Suriname               | SV Robinhood              | Champion du Suriname 1979.                       |
| Suriname               | SV Transvaal              | Second du championnat du Suriname 1979.          |

## Calendrier
| Tour                          | Nom                    | Date                 | Équipes participantes | Équipes restantes |
| Phase de qualification (1980) |                        |                      |                       |                   |
| 1                             | Phase de qualification | 20 mai - 13 novembre | 16                    | 16 à 3            |
| Phase finale (1981)           |                        |                      |                       |                   |
| 1                             | Matchs 1               | 8 février            | 3                     | 3 à 1             |
| 2                             | Matchs 2               | 10 février           | 3                     | 3 à 1             |
| 3                             | Matchs 3               | 12 février           | 3                     | 3 à 1             |

## Compétition

### Phase de qualification

#### ZoneAmérique du Nord

##### Premier tour
| Date         | Pays | Club                  | Aller | Retour | Club                   | Pays | Commentaire |
| 22 / 29 juin |      | Brooklyn Dodgers (en) | 2-2   | 1-0    | Hotel International FC |      |             |

##### Deuxième tour
| Date              | Pays | Club         | Aller | Retour | Club                  | Pays | Commentaire |
| 22 / 29 juin      |      | Pumas UNAM   | 2-0   | 1-0    | Sacramento Gold (en)  |      |             |
| 10 / 13 septembre |      | CD Cruz Azul | 9-1   | 3-2    | Brooklyn Dodgers (en) |      |             |

##### Troisième tour
| Date            | Pays | Club       | Aller | Retour | Club         | Pays | Commentaire |
| 6 / 13 novembre |      | Pumas UNAM | 1-0   | 3-1    | CD Cruz Azul |      |             |

#### ZoneAmérique Centrale

##### Premier tour
| Date             | Pays | Club               | Aller | Retour | Club         | Pays | Commentaire    |
| 20 mai / 11 juin |      | Cobán Imperial     | 2-1   | 0-1    | Pumas UNAH   |      | Tirage au sort |
| 22 / 29 mai      |      | CD Marathón        | 3-0   | 1-3    | CS Herediano |      |                |
| 4 / 15 juin      |      | CSD Comunicaciones | 2-0   | 3-2    | CD Águila    |      |                |

##### Deuxième tour
| Date              | Pays | Club               | Aller   | Retour  | Club           | Pays | Commentaire                          |
| 21 / 24 septembre |      | CSD Comunicaciones | 1-1     | 0-4     | CD Marathón    |      |                                      |
| 21 / 24 septembre |      | CD Santiagueño     | Forfait | Forfait | Cobán Imperial |      | Forfait pour des raisons financières |

##### Troisième tour
Le CD Marathón déclare forfait avant la confrontation avec le CD Santiagueño, la CONCACAF a alors décidé de repêcher le Broncos UNAH.
| Date            | Pays | Club       | Aller | Retour | Club           | Pays | Commentaire |
| 6 / 13 novembre |      | Pumas UNAH | 2-2   | 3-1    | CD Santiagueño |      |             |

#### ZoneCaraïbes

##### Premier tour
| Date         | Pays | Club                      | Aller | Retour | Club         | Pays | Commentaire |
| 22 / 29 juin |      | Sport Unie Brion Trappers | 2-1   | 0-4    | SV Robinhood |      |             |
| 22 / 29 juin |      | SV Transvaal              | 3-1   | 1-1    | Police FC    |      |             |

##### Deuxième tour
| Date            | Pays | Club                | Aller           | Retour          | Club          | Pays | Commentaire |
| 2 / 16 novembre |      | CRKSV Jong Colombia | 0-1             | 0-4             | SV Transvaal  |      |             |
| Dates inconnues |      | SV Robinhood        | Scores inconnus | Scores inconnus | Defence Force |      |             |

##### Troisième tour
| Date            | Pays | Club         | Aller           | Retour          | Club         | Pays | Commentaire |
| Dates inconnues |      | SV Robinhood | Scores inconnus | Scores inconnus | SV Transvaal |      |             |

### Phase Finale
| Date            | Pays | Club       | Score | Club         | Pays |
| 8 février 1981  |      | Pumas UNAM | 3-0   | SV Robinhood |      |
| 10 février 1981 |      | Pumas UNAH | 1-1   | SV Robinhood |      |
| 12 février 1981 |      | Pumas UNAH | 0-2   | Pumas UNAM   |      |

| Rang | Équipe       | Pts | J | G | N | P | Bp | Bc | Diff |
| ---- | ------------ | --- | - | - | - | - | -- | -- | ---- |
| 1    | Pumas UNAM   | 4   | 2 | 2 | 0 | 0 | 5  | 0  | +5   |
| 2    | Pumas UNAH   | 1   | 2 | 0 | 1 | 1 | 1  | 2  | -1   |
| 3    | SV Robinhood | 1   | 2 | 0 | 1 | 1 | 1  | 3  | -2   |

| Champion de la CONCACAF 1980 |
| ---------------------------- |
| Drapeau du Mexique           |
| Pumas UNAM Premier Titre     |